# Petr Gandalovič
Petr Gandalovič (ur. 15 sierpnia 1964 w Pradze) – czeski polityk, samorządowiec i dyplomata, działacz Obywatelskiej Partii Demokratycznej (ODS), parlamentarzysta, minister rozwoju regionalnego (2006–2007) i rolnictwa (2007–2009).

## Życiorys
W 1987 ukończył studia na wydziale matematyczno-fizycznym Uniwersytetu Karola w Pradze i rozpoczął pracę jako nauczyciel fizyki w szkole średniej w mieście Uście nad Łabą. W 1989 współtworzył miejskie struktury Forum Obywatelskieego. Między 1990 a 1992 był deputowanym do Zgromadzenia Federalnego Czechosłowacji. W 1991 znalazł się wśród założycieli Obywatelskiej Partii Demokratycznej.
W latach 1992–1994 pełnił funkcję wiceministra środowiska naturalnego Republiki Czeskiej. Od 1994 do 1997 pracował w Ministerstwie Spraw Zagranicznych jako doradca ministra, między 1997 a 2002 zajmował stanowisko konsula generalnego Czech w Nowym Jorku.
W 2002 został radnym, a następnie prezydentem Uścia nad Łabą. W 2006 uzyskał mandat posła do Izby Poselskiej, który wykonywał do 2010. W pierwszym rządzie Mirka Topolanka od września 2006 do stycznia 2007 sprawował urząd ministra rozwoju regionalnego. W drugim gabinecie tegoż premiera do maja 2009 był ministrem rolnictwa.
W 2011 objął stanowisko ambasadora Czech w Stanach Zjednoczonych. W 2017 został natomiast stałym przedstawicielem przy Organizacji Bezpieczeństwa i Współpracy w Europie.
Petr Gandalovič jest żonaty, ma trójkę dzieci.